# Zygmunt Krukowski
Zygmunt Krukowski (ur. 6 lipca 1951, zm. 6 października 2013) – polski poeta, tłumacz, dramaturg, felietonista.

## Życiorys
Syn reemigrantów z Francji. Wieloletni pracownik lampowni na polu Piast Kopalnia Węgla Kamiennego Nowa Ruda. Debiutował w latach 70. XX w. Laureat konkursów poetyckich i dramaturgicznych. Jego sztuka Koza na dachu była prezentowana na antenie TVP2. Tłumacz poezji angielskiej, francuskiej i rosyjskiej. Od 2015 r. Miejska Biblioteka Publiczna w Nowej Rudzie, w ramach Noworudzkich Spotkań z Poezją, organizuje Ogólnopolski Konkurs Poetycki im. Zygmunta Krukowskiego.

## Poezja
- Prezentacje dokument życia społecznego[2], KOK, Kłodzko, 1977
- W takiej pogodzie, dokument życia społecznego, Kłodzko, 1976
- Kosztowna esencja, Noworudzki Klub Literacki Ogma, Nowa Ruda, 1993
- Rzeczy R, Sopot, Towarzystwo Przyjaciół Sopotu, Redakcja „Toposu”, 2012, ISBN 978-83-61002-77-2.

## Przekłady
- William Blake, Wieczna Ewangelia; wybór pism i oprac. Michał Fostowicz; przetł. z ang. Zygmunt Krukowski, Michał Fostowicz-Zahorski, Wrocław, Pracownia „Borgis”, 1998, ISBN 83-87129-45-3.